# Elaeocarpus obovatus
Elaeocarpus obovatus är en tvåhjärtbladig växtart som beskrevs av George Don jr. Elaeocarpus obovatus ingår i släktet Elaeocarpus och familjen Elaeocarpaceae. Inga underarter finns listade i Catalogue of Life.